# Tolania
Tolania ist eine Gattung der Buckelzirpen, von der derzeit 69 Arten beschrieben sind. Davon wurden allerdings 59 erst in einer Revision von 2006 beschrieben. Diese Gattung ist die artenreichste Gattung der Membracidae, sie ist monophyletisch und es wurden 10 informelle Artengruppen beschrieben. Die Arten der Gattung Tolania sind in der Neotropis, vom südlichen Mexiko bis zum nördlichen Argentinien verbreitet, sie kommen in Regenwäldern und Savannen vor. Besonders viele Arten sind aus Brasilien bekannt, etliche sogar nur aus Brasilien. Relativ weit verbreitet sind T. obtusa und T. inornata.
Die Tolania Zikaden haben kräftige Körper und lange Vorderflügel, die offen über dem Hinterleib liegen. Im Gegensatz zu den meisten Buckelzirpen haben diese Arten ein Pronotum, das keinen nach hinten gerichteten Fortsatz hat, wohl aber meistens zwei vordere seitliche, spitze Auswüchse. Die Weibchen sind mit ca. 6 – 8,5 mm größer als die Männchen mit ca. 5 – 7,5 mm,  manche Arten können aber auch bis zu 10 mm lang werden. Die Tiere sind meistens gelblich, orange oder braun gefärbt, oft mit hellen, rötlichen oder schwarzen Stellen.
Über die Lebensweise ist sehr wenig bekannt, sicher leben sie wie andere Membracidae auch von Phloem. Die Arten kommen meist nur einzeln vor, sie wurden teils an Lichtfallen gefunden. Eine Reihe von Arten sind nur durch wenige oder gar nur ein einzelnes Tier bekannt. Etliche Arten wurden durch sogenanntes „Fogging“, d. h. Einnebeln von Baumkronen durch ein Insektizid oder Betäubungsmittel entdeckt. Insgesamt kann angenommen werden, dass durch gezielte Sammelmethoden noch eine Reihe weiterer Arten von Tolania aufgefunden werden können.